# Rui Gregório
Rui Pedro Prata da Conceição Gregório – noto solo come Rui Gregório – (Luanda, 16 dicembre 1968) è un allenatore di calcio ed ex calciatore portoghese, di ruolo difensore.
È padre dei calciatori Gonçalo e Tomás.

## Carriera

### Calciatore
Ha militato nella massima serie portoghese con le maglie di Belenenses, Vitória Setúbal, Tirsense, Felgueiras e Santa Clara.